# Åtvidabergs FF
Åtvidabergs Fotbollförening – szwedzki klub piłkarski z siedzibą w mieście Åtvidaberg.

## Historia
Klub założony został 1 lipca 1907 pod nazwą Åtvidabergs IF. Obecna nazwa przyjęta został przed sezonem 1935/36. Najwięcej sukcesów klub osiągnął w latach 70., gdy graczem klubu był Ralf Edström. W 1971 Åtvidabergs FF grał z Zagłębiem Sosnowiec w Pucharze Zdobywców Pucharów wygrywając 4-3 w Sosnowcu i remisując u siebie 1-1, a w 1975 Åtvidabergs FF grał w Pucharze Intertoto ze Śląskiem Wrocław.
Klub współpracuje z wielokrotnym mistrzem Szwecji Djurgårdens IF. Jesienią 2005 jeden z głównych urzędników Djurgårdens IF wywołał zamieszanie w klubie ÅFF, sugerując, że zyski i znaczenie klubu znacznie by wzrosły, gdyby przeniósł swą siedzibę do największego miasta regionu Linköping, które nie posiada klubu na pierwszoligowym poziomie.
W końcu 2005 Åtvidabergs FF dotarł do finału Pucharu Szwecji, który przegrał 0:2 z Djurgårdens IF. Ponieważ Djurgårdens IF zdobył wówczas mistrzostwo Szwecji, Åtvidabergs FF jako finalista krajowego pucharu mógł wystąpić w Pucharze UEFA w sezonie 2006/07. Po uporaniu się z norweskim SK Brann Åtvidabergs FF trafił na szwajcarski Grasshoppers Zurych. Druga przeszkoda okazała się stanowczo za wysoka – klub doznał dwóch wysokich porażek 0:3 i 0:5.

## Sukcesy
- Allsvenskan
  - mistrzostwo (2): 1972, 1973
  - wicemistrz Szwecji (2): 1970, 1971
- Superettan
  - mistrzostwo (1): 2011
  - wicemistrzostwo (1): 2009
- Puchar Szwecji
  - zwycięstwo (2): 1970, 1971
  - finał (4): 1946, 1973, 1979, 2005
- Puchar Mistrzów
  - ćwierćfinał (1): 1974/1975
- Puchar Zdobywców Pucharów
  - ćwierćfinał (1): 1971/1972

## Europejskie puchary
Legenda do wszystkich tabel:
- Q – runda eliminacyjna, 1/16, 1/8, 1/4, 1/2 – odpowiednia faza rozgrywek, Grupa – runda grupowa, 1r gr – pierwsza runda grupowa, 2r gr – druga runda grupowa, F – finał, R – runda, PO – play-off
- k. – rzuty karne, los. – losowanie, Dogr. – dogrywka, w. – zasada bramek strzelonych na wyjeździe

| Sezon   | Rozgrywki                 | Runda | Przeciwnik               | Dom | Wyjazd | Ogólnie     |
| ------- | ------------------------- | ----- | ------------------------ | --- | ------ | ----------- |
| 1970/71 | Puchar Zdobywców Pucharów | 1R    | Partizani Tirana         | 1–1 | 0–2    | 1–3         |
| 1971/72 | Puchar Zdobywców Pucharów | 1R    | Zagłębie Sosnowiec       | 1–1 | 4–3    | 5–4         |
| 1971/72 | Puchar Zdobywców Pucharów | 1/8   | Chelsea                  | 0–0 | 1–1    | 1–1, w.     |
| 1971/72 | Puchar Zdobywców Pucharów | 1/4   | Dynamo Berlin            | 0–2 | 2–2    | 2–4         |
| 1972/73 | Puchar UEFA               | 1R    | Club Brugge              | 3–5 | 2–1    | 5–6         |
| 1973/74 | Puchar Mistrzów           | 1R    | Bayern Monachium         | 3–1 | 1–3    | 4–4, k: 3–4 |
| 1974/75 | Puchar Mistrzów           | 1/16  | CS Universitatea Craiova | 3–1 | 1–2    | 4–3         |
| 1974/75 | Puchar Mistrzów           | 1/8   | HJK Helsinki             | 1–0 | 3–0    | 4–0         |
| 1974/75 | Puchar Mistrzów           | 1/4   | FC Barcelona             | 0–2 | 0–3    | 0–5         |
| 2006/07 | Puchar UEFA               | 1Q    | Etzella Ettelbruck       | 4–0 | 3–0    | 7–0         |
| 2006/07 | Puchar UEFA               | 2Q    | SK Brann                 | 1–1 | 3–3    | 4–4, w.     |
| 2006/07 | Puchar UEFA               | 1R    | Grasshopper Club Zürich  | 0–3 | 0–5    | 0–8         |